# Fenocristall

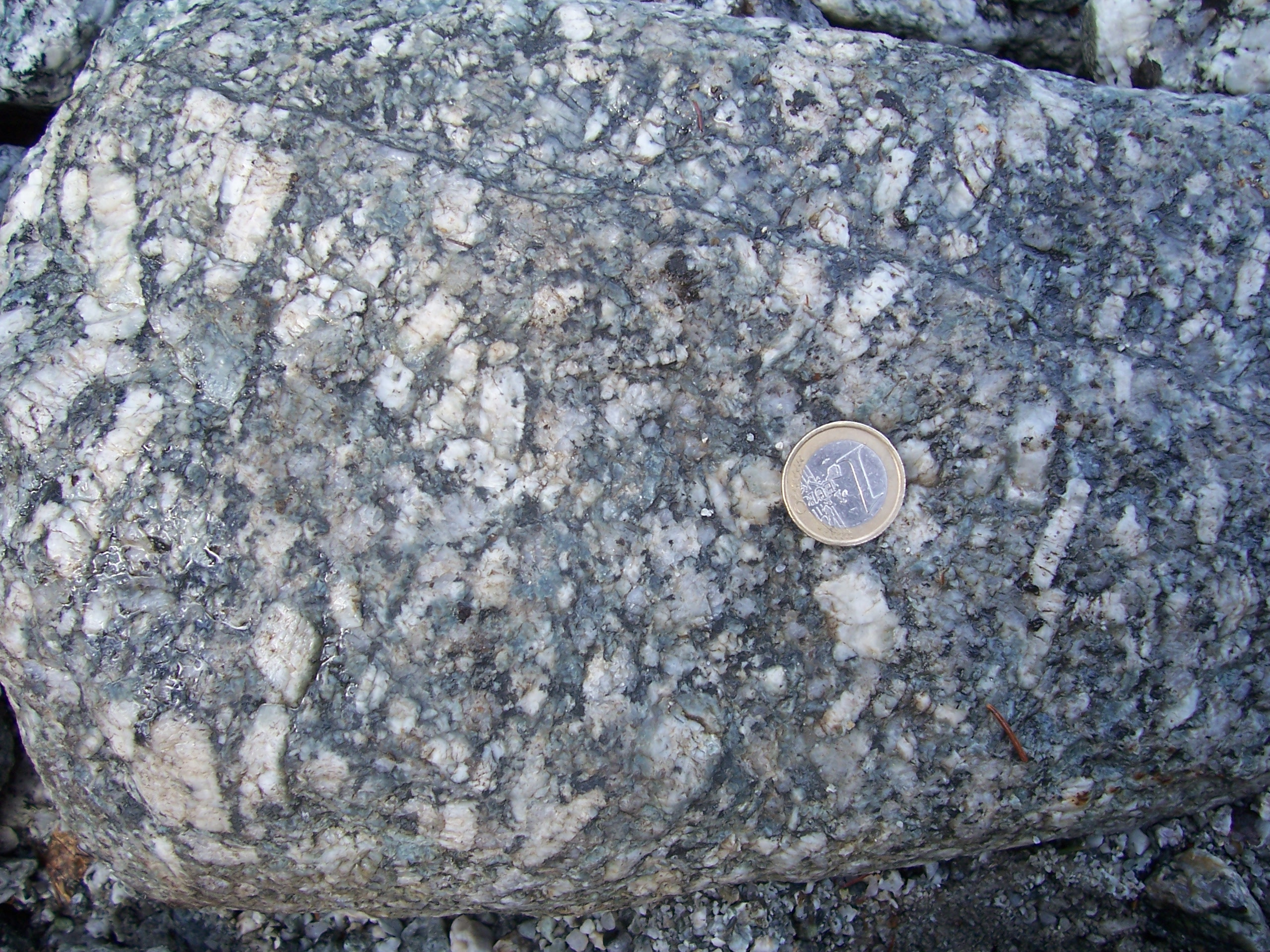
Les roques granítiques presenten sovint grans fenocristalls feldespatics.

Un fenocristall (del grec: phainein brillar) és un cristall d'una mida que sigui visible a ull nu. Hi ha fenocristalls amb mides que van des d'un mil·límetre a deu centímetres.
Sinònims : 
- megacristall
- porfiroblast
- fenoblast
- macrocristalls

Els fenocristalls sovint estan associats als micròlits.